# ماريانو سيلفا
ماريانو سيلفا (بالإسبانية: Mariano Silva)‏ هو لاعب هوكي الحقل أرجنتيني، ولد في 18 ديسمبر 1969.

## وصلات خارجية
- ماريانو سيلفا على موقع أوليمبيديا (الإنجليزية)